# RIAS
RIAS (Afkorting voor: Rundfunk im amerikanischen Sektor) was een omroep in West-Berlijn die onder toezicht van de Amerikaanse bezettingsmacht tussen 1946 en 1993 radio-uitzendingen maakte en tussen 1988 en 1992 televisie-uitzendingen verzorgde.

## Geschiedenis

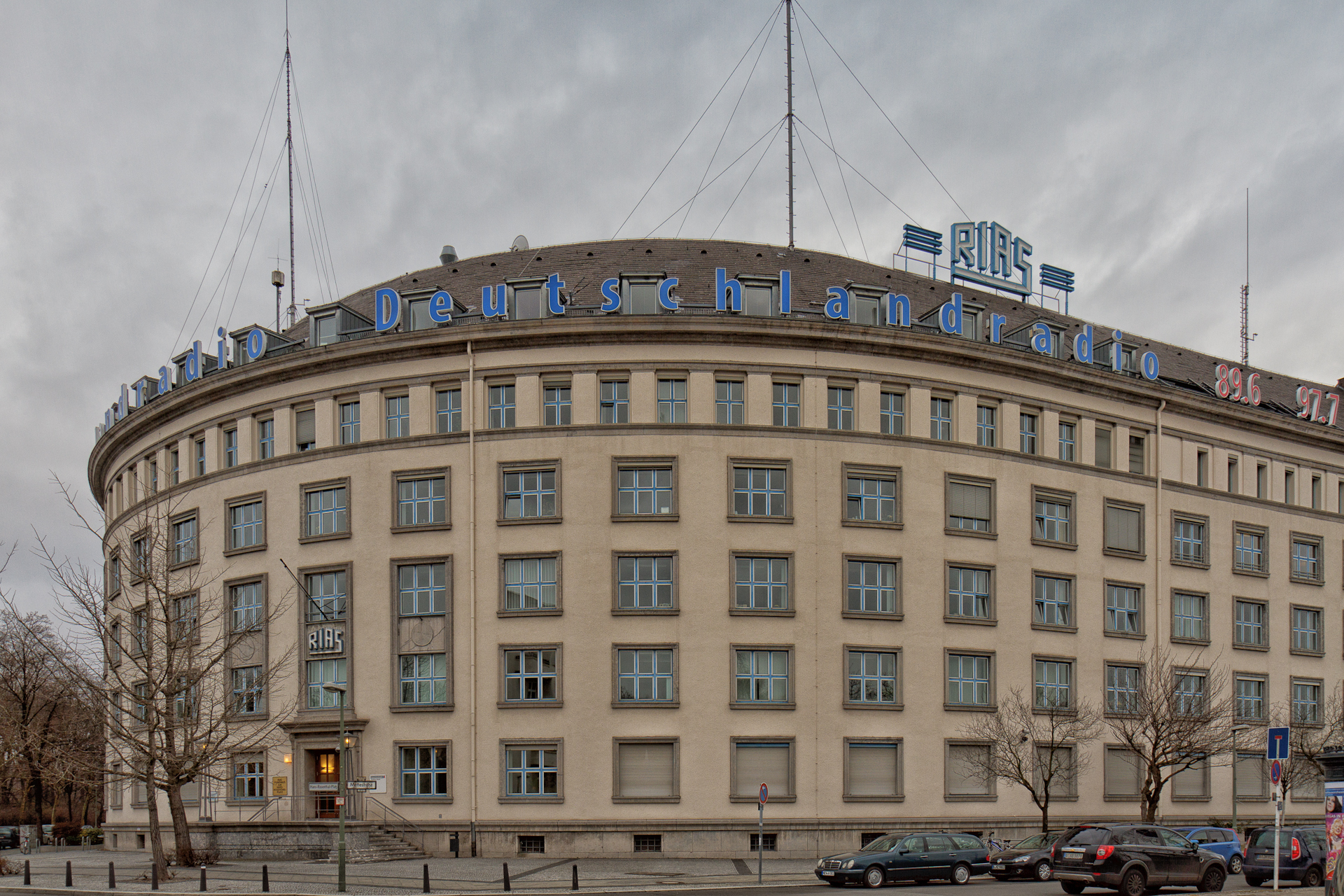
Studiogebouw in de voormalige Kufsteiner Str. 69, thans Hans-Rosenthal-Platz

Berlijn was aan het eind van de Tweede Wereldoorlog door het Rode Leger veroverd. De stad werd conform de afspraken tussen de overwinnaars van de Tweede Wereldoorlog in vier sectoren opgedeeld, zoals de rest van Duitsland ook in vier bezettingszones werd opgedeeld. Toen de Amerikanen in juli 1945 arriveerden in Berlijn was de omroep van Berlijn, de Berliner Rundfunk al onder controle van de Sovjet-Unie en bemand met Moskou-getrouwe Duitse medewerkers. De Sovjet-Unie weigerde de omroep onder de geallieerde commandantuur te brengen, waarna de Amerikanen in hun sector in februari 1946 de draadomroep startten. Vanaf juli 1946 werd het bereik van de draadomroep uitgebreid naar de Britse sector van Berlijn en in september 1946 werd de eerste draadloze uitzending gemaakt.
Na het uitroepen van de Duitse Democratische Republiek begon een wedloop tussen RIAS en de DDR met steeds sterkere zenders en stoorzenders. In die periode had RIAS de krachtigste middengolfzenders van Europa en zond vanaf verschillende zenders in Berlijn en Beieren over vier middengolffrequenties. Pas in 1978 stopte de DDR de stoorzendingen.
Met de Duitse eenwording en het einde van de Amerikaanse bezetting verdween de bestaansreden van RIAS. In 1992 werd de zender omgedoopt tot DeutschlandRadio Berlin (nu Deutschlandradio Kultur).